# NGC 3501
NGC 3501 هي مجرة حلزونية تبعد حوالي 80 مليون سنة ضوئية. وتقع في كوكبة الأسد. تم تصوير المجرة من قبل تليسكوب الفضاء هابل في عام 2014 والتي تبين حافة على المجرة الحلزونية. لم تتضمن رفيقها NGC 3507 في الصورة.

## وصلات خارجية
- NGC 3501 على موقع ويكي سكاي: DSS2, SDSS, GALEX, IRAS, Hydrogen α, X-Ray, Astrophoto, Sky Map, Articles and images